# 红山荞麦
红山荞麦，是指中华人民共和国山西省朔州市平鲁区阻虎乡的一款土特产荞麦，原产于阻虎乡红山村，是中国地理标志产品。

## 特点
红山荞麦生长周期为63天，为大粒荞麦品种。根据山西省粮油研究所、山西省医学院营养与食品教研室化验报告，红山荞麦千粒重达36-38.4g，微量元素硒含量0791ugg，并以其“粒大、皮薄、色好、质优”，在市场上享有很高声誉。1993年，红山荞麦荣获山西省首届农业博览会优秀奖。1995年，荣获第三届国际农业博览会银奖。1998年，山西省杂粮展销会被评为银奖。2000年，获朔州市首届科技产品展销会种植业产品奖。2002年，当地政府以阻虎乡红山村为中心，修建红山荞麦园区。2008年8月22日，红山荞麦与芮城花椒、长子大青椒、孝义核桃通过中华人民共和国农业部审查，成为中国地理标志产品。